# Basílica del Cristo de José
El Santuario del Cristo de José también llamada a veces El Cristo de los Viajeros, es un edificio religioso de la Iglesia católica en la vía que comunica a la ciudad de Barcelona, capital del Estado Anzoátegui con la localidad de Píritu, ambas en el área metropolitana de Barcelona, al noroeste del país sudamericano de Venezuela. Fue construido de forma privada en agradecimiento por "favores recibidos". Posee una cúpula metálica de bronce encima de una estructura sin paredes. Posee jardines y un estacionamiento.
Desde el 2 de agosto de 1994 posee una figura de Cristo la cual los locales relacionan con numerosas historias. Es patrimonio del estado Anzoátegui desde el mismo año.
Todos los años en noviembre se realizan procesiones católicas hasta la basílica presididas por el Obispo de Barcelona.
Se dice que mide un aproximado de 44.1 metros